# 滝之湯町
滝之湯町（たきのゆちょう）は、愛知県瀬戸市道泉連区の町名。丁番を持たない単独町名である。

## 地理
- 瀬戸市の中央部に位置する[8]。西を東十三塚町、北を道泉町、東を元町、南を京町と隣接している[8]。
- 住宅と商店が混在する地域[8]。

### 学区
市立小・中学校に通う場合、学区は以下の通りとなる。また、公立高等学校普通科に通う場合の学区は以下の通りとなる。
| 番・番地等 | 小学校                 | 中学校                 | 高等学校 |
| ---------- | ---------------------- | ---------------------- | -------- |
| 全域       | 瀬戸市立にじの丘小学校 | 瀬戸市立にじの丘中学校 | 尾張学区 |

## 歴史

### 町名の由来
昔この地に滝があり、冬になると湯のごとく湯気が立ち昇ったことから滝の湯の地名が生まれ、大正初期にそのまま町名になったといわれる。

### 沿革
- 1942年（昭和17年）1月9日 - 瀬戸市大字瀬戸字山脇の一部により、同市滝之湯町として成立[2]。

## 世帯数と人口
2025年（令和7年）2月1日現在の世帯数と人口は以下の通りである。
| 町丁     | 世帯数 | 人口  |
| -------- | ------ | ----- |
| 滝之湯町 | 80世帯 | 162人 |

### 人口の変遷
国勢調査による人口の推移
| 1995年（平成7年）  | 264人 | [ 12 ] |  |
| 2000年（平成12年） | 251人 | [ 13 ] |  |
| 2005年（平成17年） | 213人 | [ 14 ] |  |
| 2010年（平成22年） | 194人 | [ 15 ] |  |
| 2015年（平成27年） | 171人 | [ 16 ] |  |
| 2020年（令和2年）  | 158人 | [ 17 ] |  |

### 世帯数の変遷
国勢調査による世帯数の推移。
| 1995年（平成7年）  | 87世帯 | [ 12 ] |  |
| 2000年（平成12年） | 89世帯 | [ 13 ] |  |
| 2005年（平成17年） | 73世帯 | [ 14 ] |  |
| 2010年（平成22年） | 73世帯 | [ 15 ] |  |
| 2015年（平成27年） | 69世帯 | [ 16 ] |  |
| 2020年（令和2年）  | 68世帯 | [ 17 ] |  |

## 交通

### 鉄道
名鉄瀬戸線 ： 町の南端を東西に走っている。最寄り駅は尾張瀬戸駅。
- 名鉄瀬戸線（滝之湯町内）

### バス
町内にバスは走っていない。最寄りのバス停は、名鉄バス「しなの線（瀬戸北線）」【1】【1H】【2】【2H】系統、同「東山線」【16H】【17H】系統の滝之湯バス停になる。

### 道路
町内に国道・県道は通っていない。

## 施設
- 器生活 有限会社スズカ ： 1968年（昭和43年）創業。せともの問屋の倉庫に、手づくり陶器から業務用食器まで旬の器を展示[18][注釈 2]。

- 器生活 有限会社スズカ

## その他

### 日本郵便
- 郵便番号 : 489-0055[6]（集配局：瀬戸郵便局[19]）。